# Lhota (Zlín)
Lhota é uma comuna checa localizada na região de Zlín, distrito de Zlín.